# Polana Białego
Polana Białego lub Białe, także Koszarzysko – zarastająca polana znajdująca się w Dolinie Suchej Giewonckiej będącej górnym, zachodnim odgałęzieniem Doliny Białego w polskich Tatrach Zachodnich. Polana położona była na wysokości około 1140–1230 m, częściowo na stromym stoku. W jej dolnej części stał szałas. Polana ta wraz z otaczającymi ją serwitutowymi lasami i haliznami należała do dawnej Hali Białe. Położona jest na stoku, około 350 m na wschód od Czerwonej Przełęczy, pomiędzy ciekami źródłowymi Białego Potoku spływającego dnem Doliny Suchej.
Polana Białego przestała być użytkowana już w latach 50. Przyczyną było poszukiwanie w Dolinie Białego złóż uranu. Było ono okryte tajemnicą, z tego też powodu cała dolina została zamknięta i strzeżona. W 1954 r. w całej Dolinie Białego utworzono obszar ochrony ścisłej. Nieużytkowana polana stopniowo zarasta lasem i obecnie jest w końcowym etapie zarastania.